# Contea autonoma yi di Yangbi
La contea autonoma yi di Yangbi (漾濞彝族自治县S, Yàngbì Yízú ZìzhìxiànP) è una contea della Cina, situata nella provincia di Yunnan e amministrata dalla prefettura autonoma bai di Dali.